# Neachrostia
Neachrostia é um gênero de traça pertencente à família Arctiidae.